# ポン・デ・リング

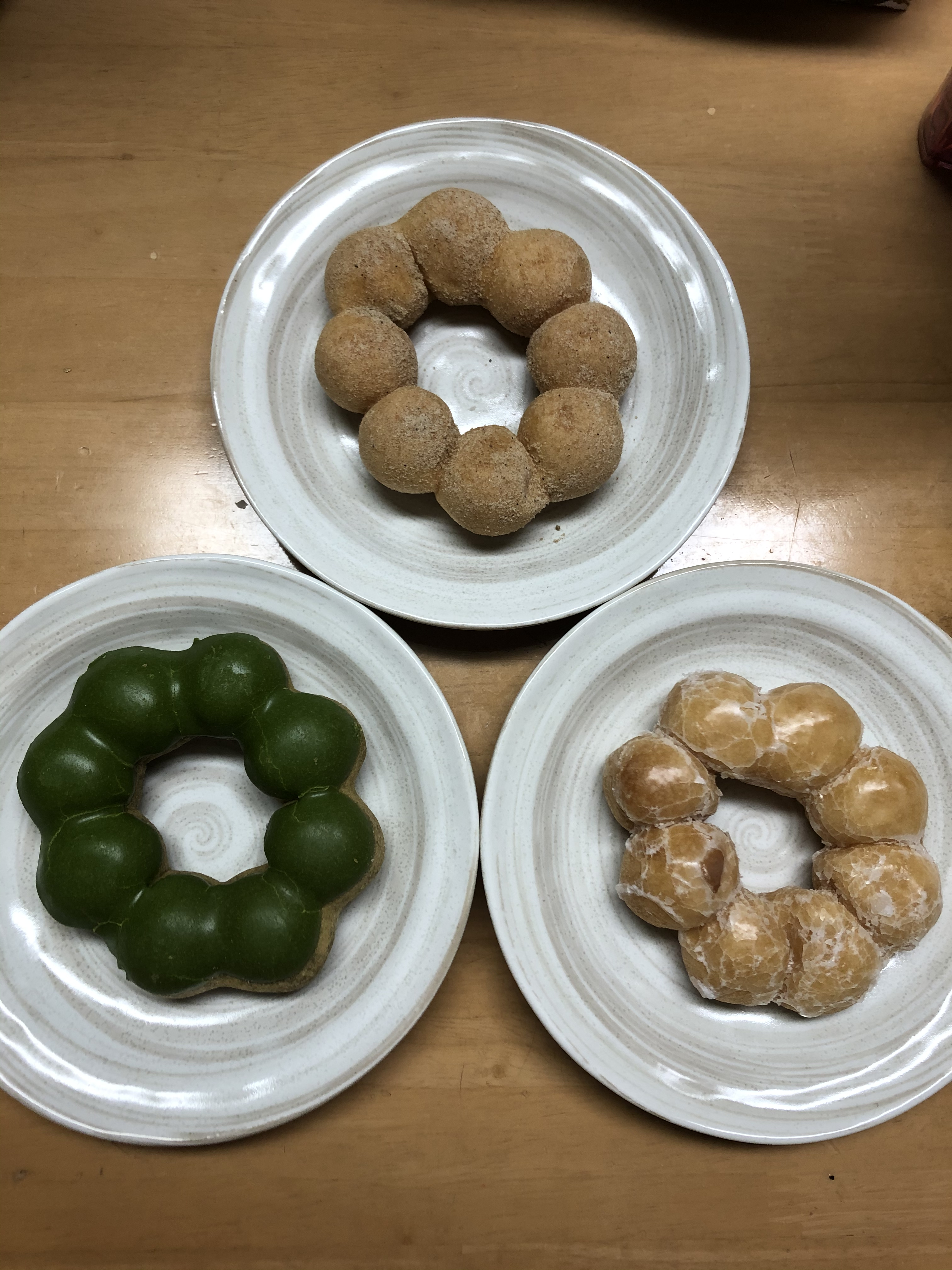
3種類のポン・デ・リングドーナツ。左下から時計回りに抹茶、黒糖、通常のシュガーコーティングのポン・デ・リング。

ポン・デ・リングとはダスキンが運営する日本のミスタードーナツで主に売られているドーナツの一種である。もっちりとした食感と8つの丸が輪のようにつながった形が特徴であり、名前はブラジルのパンであるポン・デ・ケイジョにちなんでいる。2003年より売り出されている大ヒット商品で、業績が悪化していたミスタードーナツが復活するきっかけとなった。ミスタードーナツの「看板商品」のひとつである。

## 形と味
ドーナツは「『さくさく』『ふんわり』の食感が定番」と言われる中、「もちもちとした食感と花に似たユーモラスな形」を特徴として売り出したドーナツである。ミスタードーナツが販売していたドーナツは時間がたつと食感が悪くなるという欠点があったが、キャッサバからとれるタピオカでんぷんを使用することによって柔らかい食感が長続きする生地を生み出すことに成功した。しかしながら通常より保水力の高いタピオカ入りの生地は火を通すと均一に膨らまなくなるので、「八つの玉をつなげたような形」に生地を整形できる機械を用いてこれまでのドーナツと異なる形にすることにした。一口ずつ丸い玉の部分をちぎって食べることもできる。生地は各店舗で作っており、「粉に混ぜる水の量を気温や湿度に応じて調節」している。
名称はブラジルのもちもちとしたチーズパンの一種であるポン・デ・ケイジョからとったものである。シュガーコーティングの標準的なポン・デ・リングの他に、黒糖、チョコレート、抹茶、チーズクリーム、ブリュレなどのバリエーションも発売されたことがある。ただし、しょうゆ味などはあまり人気がなく、すぐ廃止となった。台湾では期間限定で麻辣風味のポン・デ・リングも発売されたことがある。

## 来歴

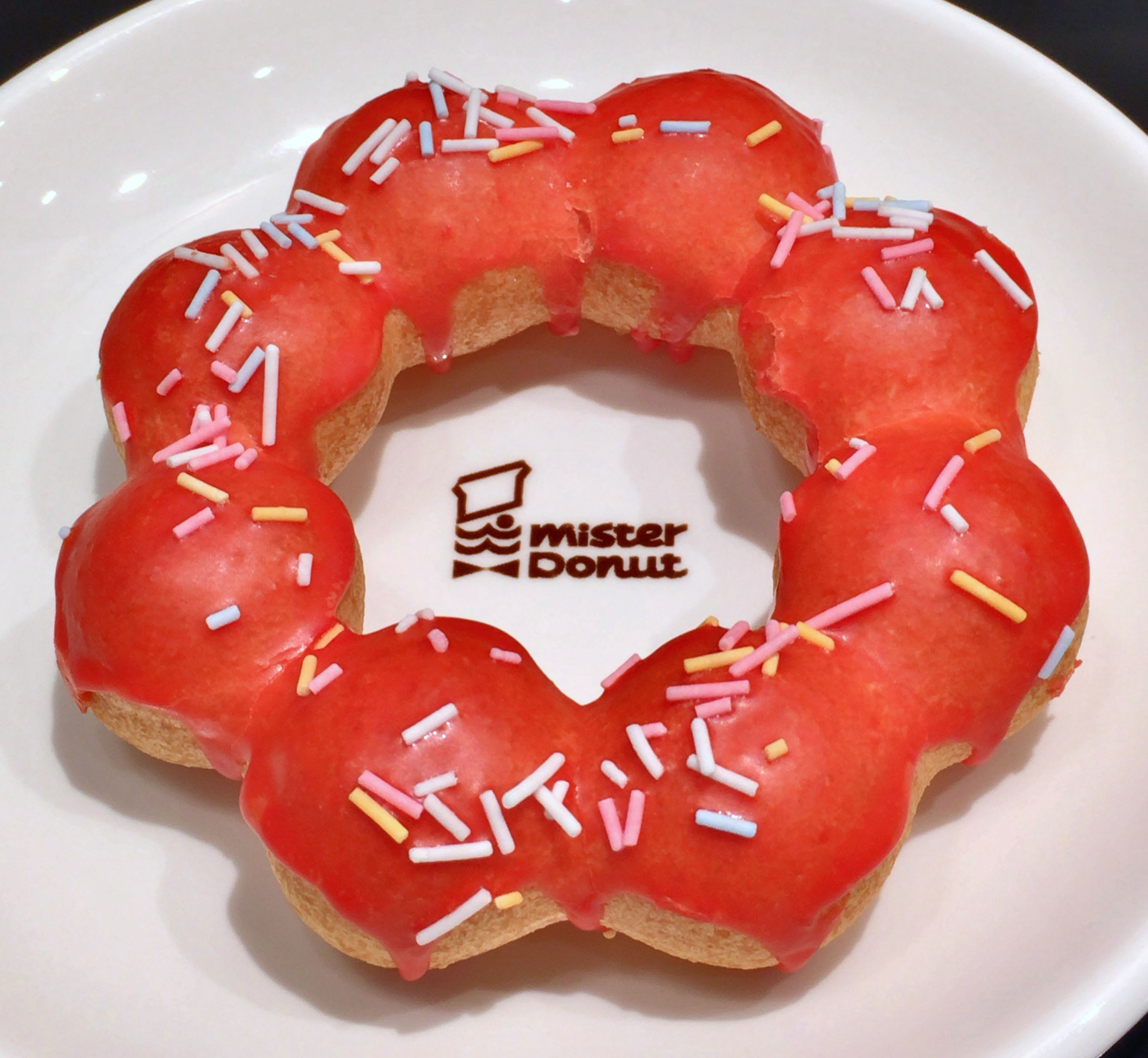
ポン・デ・リース。

2002年、ミスタードーナツは無認可食品添加物を含有する肉まんを販売していた事実が発覚し、売り上げが減少した。この逆境を乗り切るべく、商品開発担当の中村雅彰により新商品のポン・デ・リングが開発され、2003年1月に正式に発売された。全国にある1300店で1日あたり63万個を売り上げるというヒット商品になり、「ミスドの救世主」と呼ばれる看板ドーナツとなった。同年には大日本除虫菊のカイロである「金鳥『どんと』」、永谷園のみそ汁である「あさげ」、森永製菓の菓子である「ポテロング」、ツムラの育毛剤である「インセント」と5社でCMを共同制作する、いわゆる「ルーレットCM」も放送された。ポン・デ・リングは「ミスドのイメージ回復を早めた」重要な商品であると言われている。
2004年1月にはポン・デ・リングに似たたてがみを持つライオンのキャラクターであるポン・デ・ライオンがマスコットとして登場した。このキャラクターが非常に好評であったため、ミスタードーナツでためたポイントをポン・デ・ライオンのグッズと交換できるサービスが始まった。
2010年8月時点では売り上げが13億個を超えた。海外店舗でも人気があり、韓国のミスタードーナツでは2011年時点で1日1万個ほどのポン・デ・リングが売れていたという。2013年にはマツコ・デラックスと島崎遥香がポン・デ・リングのCMに出演した。2015年のクリスマスシーズンにはポン・デ・リングにクリスマスリース風の装飾を施したポン・デ・リースが売り出された。
2016年にはよりもっちりとした感覚を追求したのびのびポン・デ・リングが糖蜜、チョコアーモンド、黒みつきなこの3種類のフレーバーで登場した。2006年トリノオリンピックフィギュアスケート金メダリストである荒川静香が期間限定商品であるのびのびポン・デ・リングのCMに出演し、ドーナツを食べながらフィギュアスケートをするという映像が放送された。ただし、実際に荒川がドーナツを食べながらスケートをする様子を撮影したわけではなく、模造品が使われた。のびのびポン・デ・リングは通常のポン・デ・リングの2倍程度伸びる生地であった。

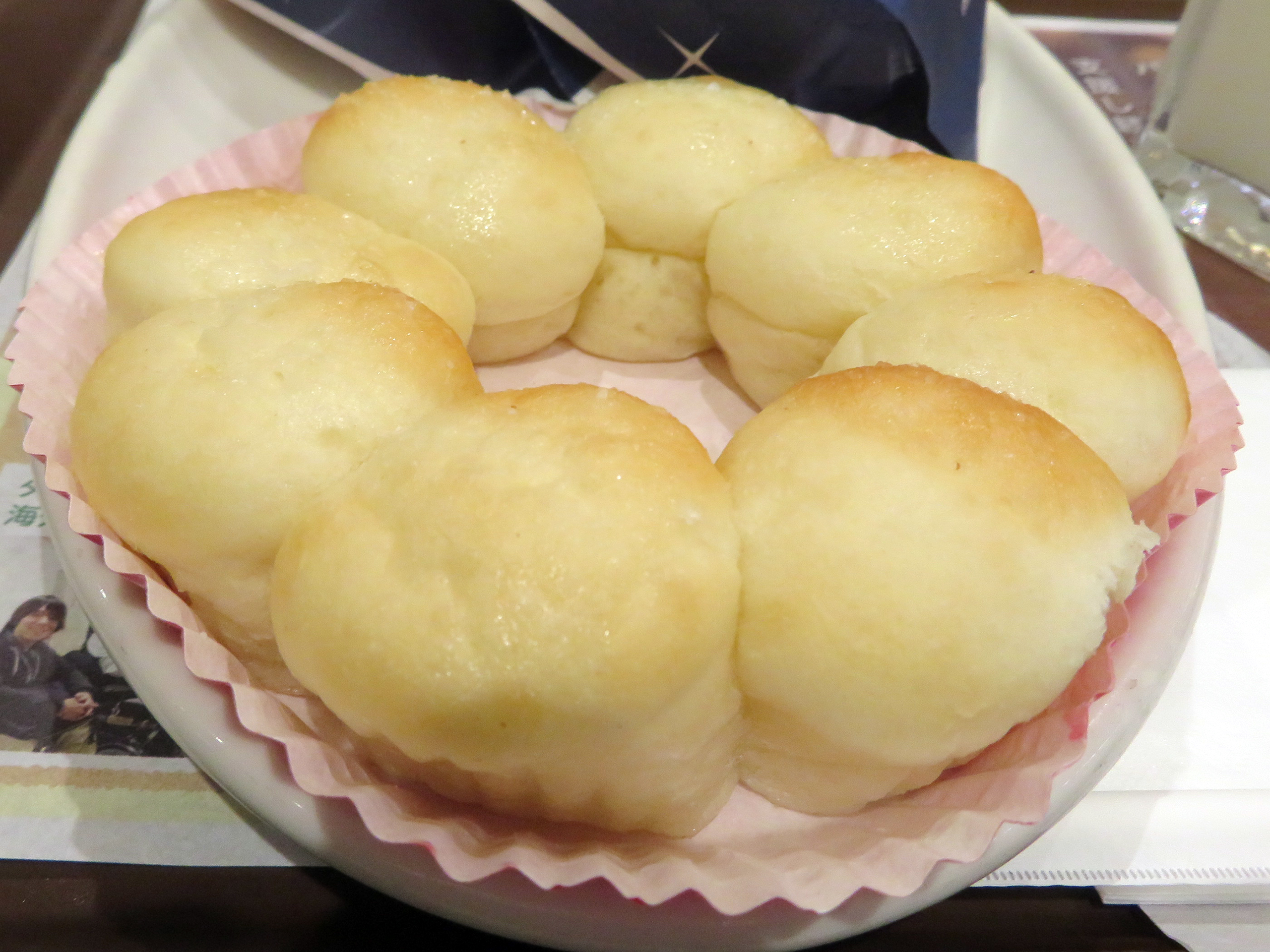
ポン・デ・ちぎりパン。

2003年の発売以降、ポン・デ・リングはミスタードーナツの売り上げでトップを占めていたが、2016年8月に一口サイズのドーナツポップに売り上げ首位の座を譲った。2017年には愛知県のミスタードーナツ店舗でポン・デ・リングなどのドーナツに鉛筆と思われる木の切れ端が混入するトラブルが起こり、自主回収が行われた。
2020年の6月にはミスドごはんのラインナップとして、シュガー、チーズ、めんたいマヨソースの3種類のポン・デ・ちぎりパンが発売された。ポン・デ・ちぎりパンはポン・デ・リングの「形と食感をパンで表現した商品」である。

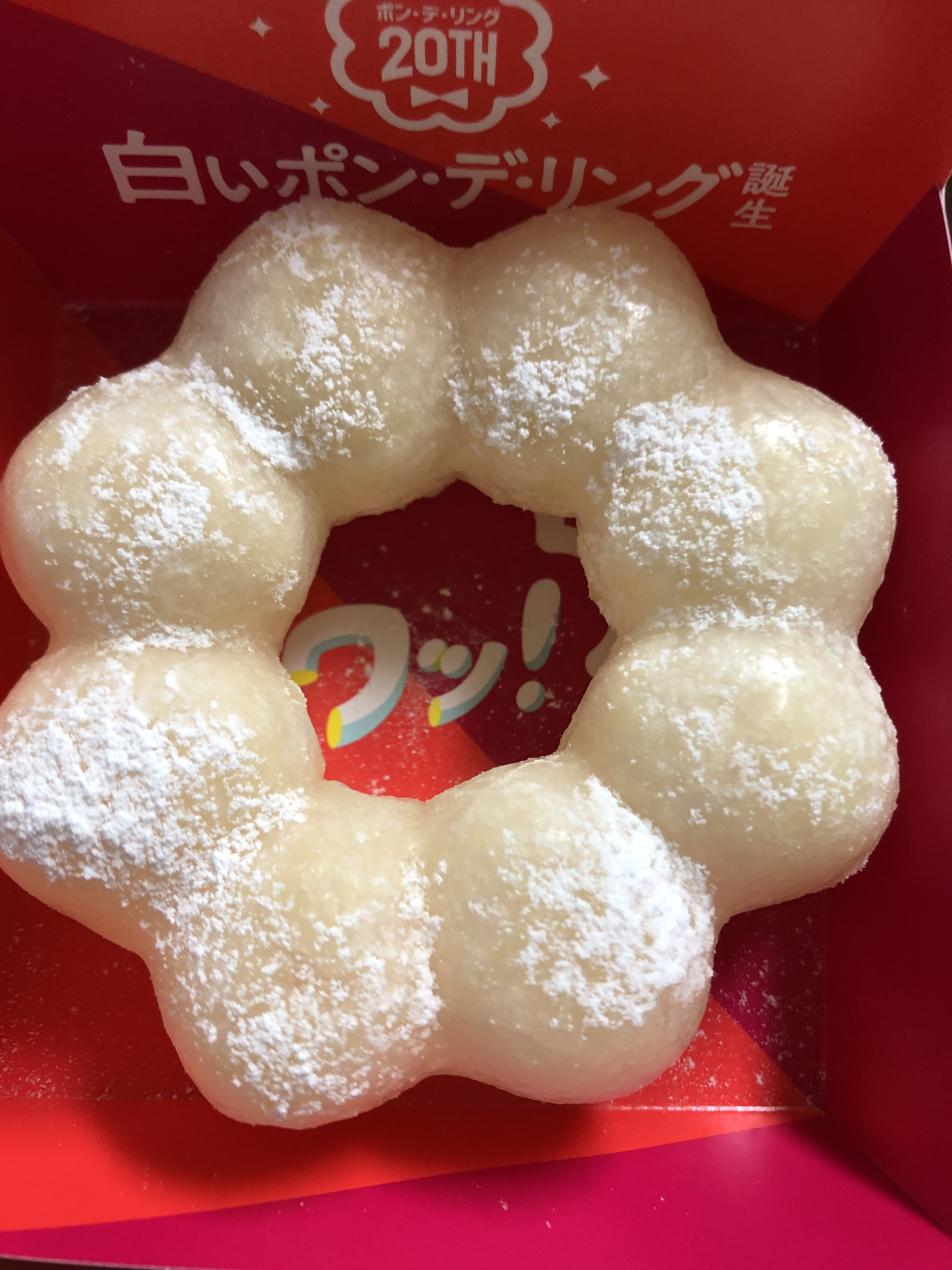
白いポン・デ・リング

2023年6月14日より、ポン・デ・リングの発売20周年を記念し、白いポン・デ・リングが発売された。

## 価格
2003年の発売時にはポン・デ・リングは100円であった。2007年には105円から126円に値上げされた。2013年12月の値上げでは価格据え置きとなったが、2015年にはポン・デ・リングのバリエーションが全て値上げとなった。2016年11月にはオールドファッションドーナツなどとともに値下げが行われた。この時の値下げはユニクロなどによる値下げのトレンドに沿うものであると評された。2020年にはリニューアルに伴い、ポン・デ・リングとポン・デ・黒糖が10円、ポン・デ・ストロベリーが11円の値上げとなり、結果的に前二者はテイクアウトが108円から118円、イートインが110円から121円になり、後者はテイクアウトが129円から140円に、イートインが132円から143円になった。

## 受容

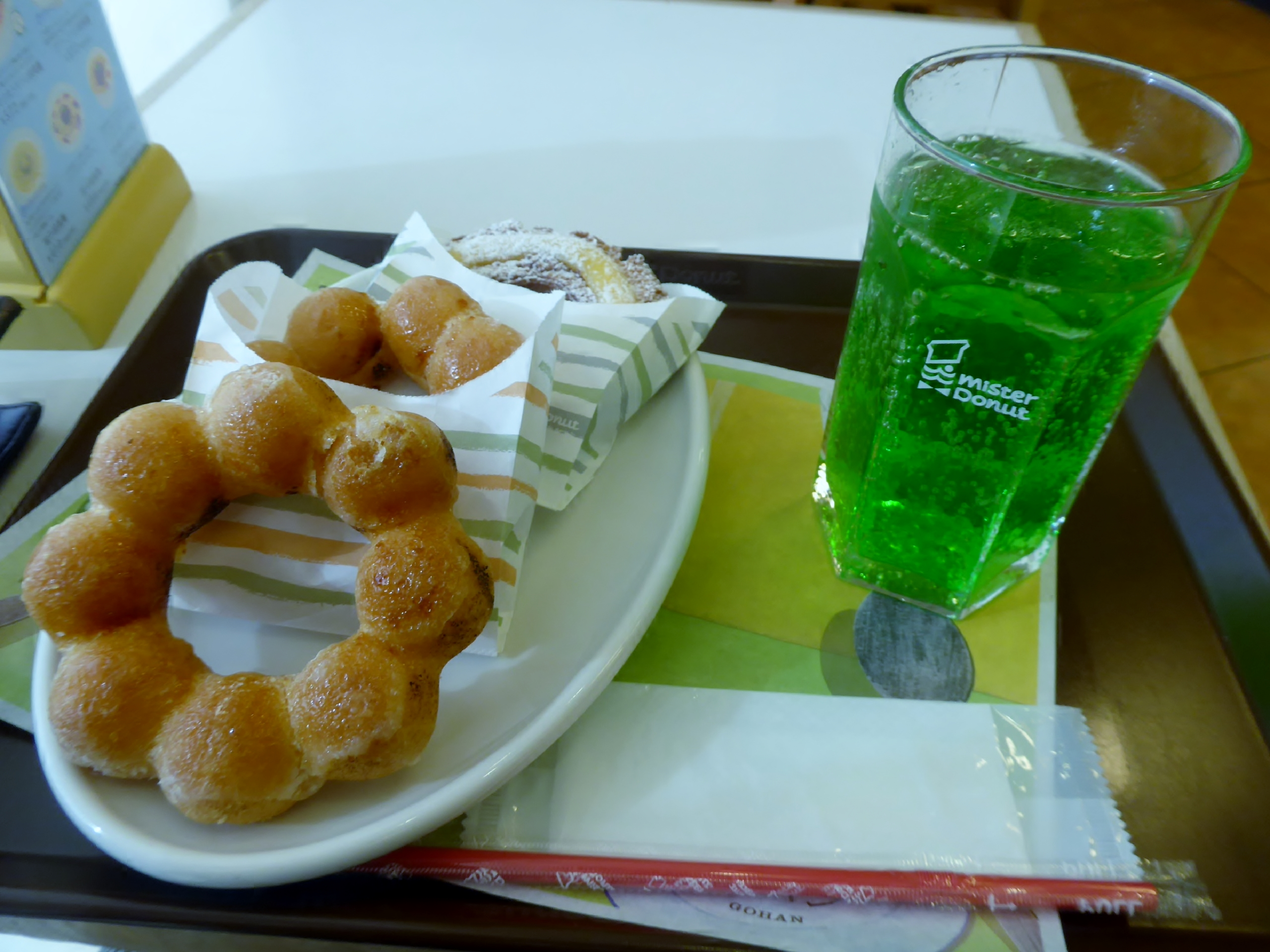
ポン・デ・ブリュレとメロンソーダ。

発売時にはもっちりとした食感の独創性が高く評価され、『「さくさく」「ふわふわ」「しっとり」が幅を利かせるドーナツ界に「もちもち」という第4の食感を持ち込み、革命を起こした』と言われている。ミスタードーナツの「看板商品」として定着している。
日本では全国的にドーナツの定番としてよく知られており、パロディも作られている。2011年には大阪駅で土産物として「大阪ほんでリング」なるパロディ商品も売られていたという。2016年には2020年東京オリンピック・パラリンピックのエンブレムにポン・デ・ライオンをあしらったパロディエンブレムがインターネットで話題となった。また、セブン-イレブンが発売した「もちもちスイートリングドーナツ」はポン・デ・リングにそっくりであると言われている。
ミスタードーナツで売られている商品であるが、白玉粉などを用いて自作する者もいる。